# Jan Briers (1919-2007)
Jan Felix ridder Briers (Ledeberg, 4 augustus 1919 – Gent, 30 december 2007) was een Belgisch communicatiewetenschapper en hoogleraar aan de Universiteit Gent. Hij was stichter en jarenlang bezieler van het Festival van Vlaanderen.

## Biografie
Jan Briers was een zoon van schoolinspecteur Hubert Briers en Esther Stubbe. Hij behaalde de diploma's van licentiaat in de klassieke filologie en doctor in de geschiedenis. Hij werd hoogleraar communicatiewetenschappen aan de Universiteit Gent en docent aan de Vrije Universiteit Brussel.
In 1958 was hij de oprichter van het Festival van Vlaanderen. Hij was ook directeur van Radio Gent, de voorloper van Radio 2 Oost-Vlaanderen. 
Briers was getrouwd met Simonne Van den Broeck. Zijn zoon, Jan Briers, volgde hem in 1986 als hoofd van het Festival van Vlaanderen op.
Hij kreeg in 2003 een hersenbloeding waardoor hij de vier laatste jaren van zijn leven moeilijk kon communiceren. Hij overleed eind 2007 op 87-jarige leeftijd. 
Briers liet zich aan het einde van zijn leven rooms-katholiek dopen. Na zijn uitvaart werd in de noordelijke zijbeuk van de Sint-Baafskathedraal een obiit opgehangen met zijn wapenschild en de wapenspreuk "innovare per artes".

## Onderscheidingen
- Orde van de Vlaamse Leeuw (1983)
- Prijs van de Vlaamse Gemeenschap (1989)
- Opname in de adelstand met de persoonlijke titel van ridder (1995)

Hij was verder:
- grootofficier in de Leopoldsorde,
- officier in de Kroonorde,
- Officer of the British Empire (OBE),
- officier des arts et des lettres (Frankrijk),
- chevalier de l'Ordre du Mérite (Frankrijk),
- officier de l'Ordre du Mérite (Italië).